# Williamina Fleming
Williamina Paton Stevens Fleming (15 de maig de 1857, Dundee, Escòcia - 21 de maig de 1911, Boston, Massachusetts) va ser una astrònoma nord-americana d'origen escocès. Durant la seva carrera, va ajudar a desenvolupar un sistema de designació comú per a les estrelles i va catalogar milers d'estrelles i altres fenòmens astronòmics. Entre els diversos assoliments professionals que va avançar l'astronomia Fleming es destaca pel seu descobriment de la Nebulosa del Cap de Cavall el 1888.

## Biografia
Williamina Fleming va assistir a l'escola pública de Dundee, i als 14 anys va ajudar en l'ensenyament dels joves actuant de mestra al mateix temps que rebia ensenyament com a alumna mitjançant el sistema pupil-teacher. El maig de 1877, a l'edat de 20 anys, es va casar amb James Orr Fleming i l'any següent es van traslladar als Estats Units, assentats a la ciutat de Boston, Massachusetts. Quan va quedar embarassada del seu fill Edward el1879, el seu marit la va abandonar i es va veure obligada a trobar feina per poder mantenir tant ella com el seu fill.
Va treballar com a empleada de la llar a la casa d'Edward Charles Pickering, un famós professor d'astronomia, i director del Harvard College Observatory. Pickering estava frustrat amb el seu assistent masculí, i va declarar que la seva assistenta podria exercir millor el seu treball.
El 1881, Pickering va oferir a Fleming una feina temporal a l'observatori per fer tasques rutinàries d'oficina i alguns càlculs matemàtics. Aviat va passar a ser membre permanent del personal de recerca. El 1886 Fleming es va fer càrrec de les dotzenes de dones, anomenades les computadores de Harvard, contractades per calcular les classificacions matemàtiques i editar les publicacions de l'observatori, procés que avui en dia fan les computadores. Les dirigia amb una disciplina implacable, sent temuda i admirada a parts iguals. A més, va corregir tots els originals de les publicacions de l'observatori. Va ajudar a elaborar un sistema d'assignació d'estrelles, que bàsicament consistia a assignar una lletra, que depenia de la quantitat de l'hidrogen observat en el seu espectre. Les estrelles classificades amb la lletra A estaven formades per hidrogen gairebé en la seva totalitat, les classificades amb la lletra B contenien menys hidrogen, i així successivament. Aquest sistema va servir a Annie Jump Cannon com a base de treball, el qual va millorar per desenvolupar una classificació basada en la temperatura. En els següents trenta anys de la seva vida, va col·laborar en l'anàlisi fotogràfic d'espectres estel·lars.
Fleming va advocar obertament per altres dones de les ciències a la seva xerrada A Field for Woman's Work in Astronomy a la Fira Mundial de 1893 a Chicago, on va promoure obertament la contractació d'ajudants en astronomia. El seu discurs va suggerir que estava d'acord amb la idea que tenia en compte que les dones eren inferiors, però sentia que si se'ls donava més oportunitats podrien arribar a ser iguals, és a dir, les diferències de sexe en aquest sentit eren una construcció més cultural que biològica.
Fleming va contribuir en la confecció del catàleg Henry Draper, i en un període de nou anys, va catalogar més de 10.000 estrelles. En aquest temps també va descobrir 59 nebuloses gasoses, 310 estrelles variables, i 10 noves. També va establir els primers estàndards fotogràfics de magnitud usats per mesurar la brillantor de les estrelles variables. En 1907, va publicar un llistat que contenia 222 estrelles variables que ella havia descobert, i en 1910, va descobrir propietats dels espectres de les nanes blanques, estrelles molt denses i molt calents.
El 1888, Fleming va descobrir la Nebulosa Cap de Cavall. William Pickering, que va fer la fotografia, va especular que en aquell lloc hi havia matèria fosca oculta. Als articles i llibres següents Williamina Fleming no apareix en els crèdits, ja que John Dreyer, el principal encarregat de recopilar informació per al primer Catàleg Índex, va eliminar el seu nom de la llista d'objectes que van descobrir, atribuint totes les aportacions a Pickering. Tanmateix, en el segon catàleg índex de 1908, Fleming hi va tenir els crèdits que li corresponien.
El 1899, Fleming va rebre el títol de Conservador de l'Arxiu de fotografies astronòmiques a Harvard, el primer càrrec institucional a Harvard que es concedia a una dona. El 1906, va aconseguir una plaça honorària a la Royal Astronomical Society de Londres. Hi era la primera dona a ser elegida, i va aconseguir un premi honorari del Wellesley College. Poc després de la seva mort, la Societat Astronòmica de Mèxic la va guardonar amb la medalla Guadeloupe Almendaro pel descobriment de noves estrelles.

## Obra
- Draper Catalogue of Stellar Spectra (1890)
- A Photographic Study of Variable Stars (1907)
- Spectra and Photographic Magnitudes of Stars in Standard Regions (1911)